# Circus aeruginosus
Il falco di palude (Circus aeruginosus (Linnaeus, 1758)) è un uccello della famiglia degli Accipitridi.

## Distribuzione e habitat
nidificazione
     permanente
     svernamento

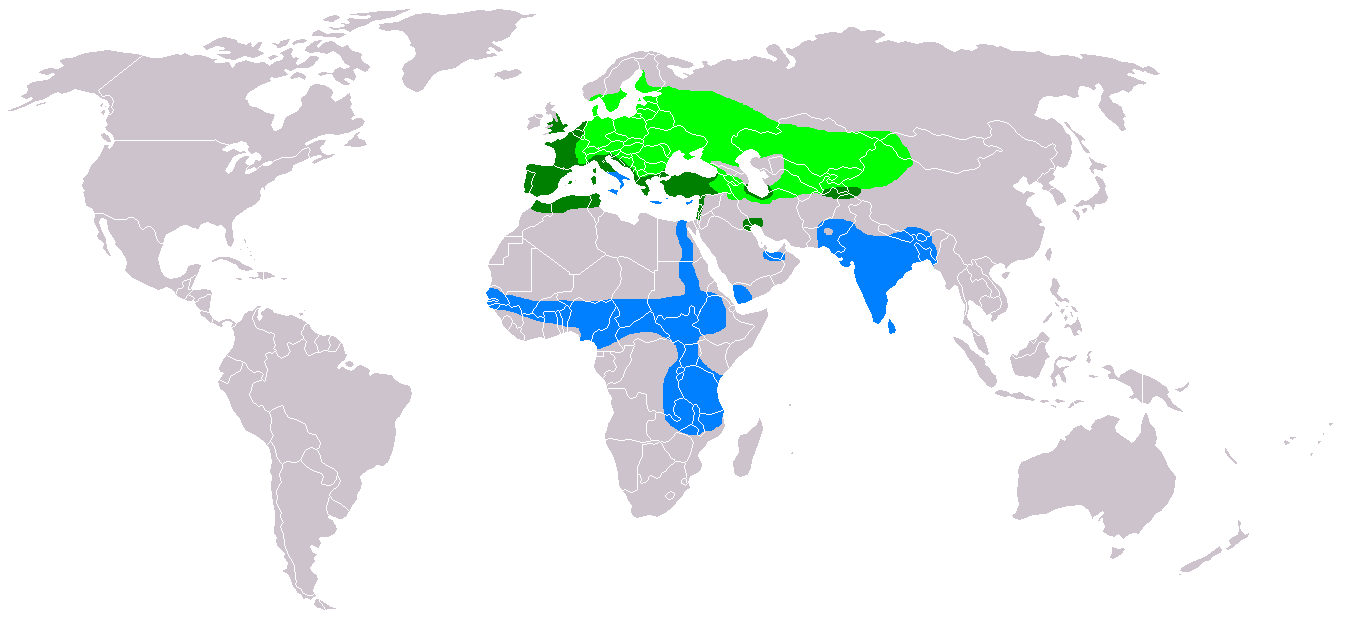
Distribuzione
nidificazione
permanente
svernamento

Il falco di palude è osservabile in Europa, Asia, ed Africa, in genere nei canneti in prossimità di acquitrini e paludi.
In Italia ci sono nidificazione sparse; i nuclei più folti sono nella Pianura Padana, nel Salento, Calabria e in Sardegna.

## Biologia

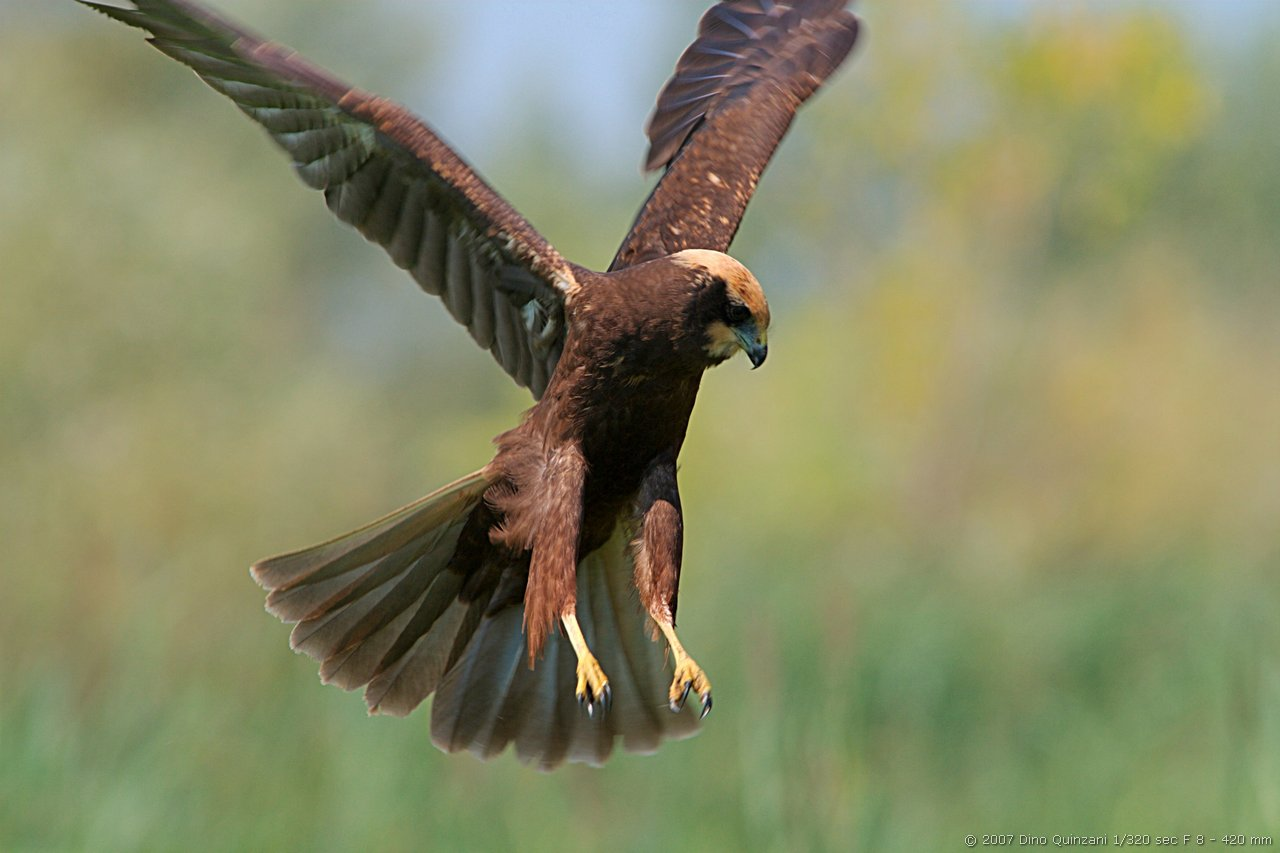
Giovane esemplare a Torrile (Pr)

### Alimentazione
Si nutre principalmente di pesci, rane, lucertole, insetti, uova e uccelli fino alle dimensioni di un alzavola e piccoli mammiferi, in particolare ratti e arvicole.

### Riproduzione
Si riproduce in primavera, nidifica presso l'acqua. Da marzo a maggio depone dalle 2 alle 5 uova, incubate per 30-33 giorni. I piccoli si involano a 50 giorni.

## Sistematica
Il Circus aeruginosus  ha 2 sottospecie:
- C. aeruginosus aeruginosus (Linnaeus, 1758)
- C. aeruginosus harterti (Zedlitz, 1914)

## Conservazione
Il numero di individui maturi nella popolazione italiana è stimato in 400-600 (BirdLife International 2004, Martelli & Rigacci 2005) ed è in incremento.
La specie è comunque ancora minacciata da uccisioni illegali nelle fasi di migrazione e viene pertanto classificata Vulnerabile (VU), a causa del ridotto numero di individui maturi e presenza di minacce.
In Europa la specie si trova in uno stato di conservazione definito sicuro (BirdLife International 2004), ma non vi è alcuna evidenza al momento di immigrazione di nuovi individui da fuori regione, pertanto la valutazione della popolazione italiana rimane invariata.
Le minacce principali degli uccelli rapaci:
- riduzione degli habitat idonei alla nidificazione e disturbo antropico di siti potenzialmente idonei.
- avvelenamento primario (ingestione di bocconi avvelenati).
- avvelenamento secondario in particolare da pesticidi, topicidi (usati in agricoltura e dai privati), piombo (usato nella caccia).
- caccia illegale.
- elettrocuzione (impatto con i cavi delle linee elettriche).
- impatto con pale eoliche.